# 小仙波貴幸
小仙波 貴幸（こせんば たかゆき）は、日本の小説家。静岡県出身。2009年7月、『鬼灰買いの佐平治』（講談社BOX）で単行本デビュー。

## 略歴
2008年、長編ミステリ『河童刺し又衛門 数えで十七、此岸にあって未だ無知蒙昧の僕（やつがれ）』が第3回講談社BOX新人賞“流水大賞”であしたの賞を受賞した（この回の優秀賞は天原聖海と黒乃翔）。「あしたの賞」はデビューを約束するものではないが、担当編集者が付くという賞である。
同年10月に、講談社BOXの文芸誌『パンドラ』の「下剋上ボックス」コーナーに短編が掲載された。同コーナーのアンケート人気投票での結果単行本デビューが決定し、2009年7月に単行本『鬼灰買いの佐平治』が刊行された。
好きな作家として、島田荘司、綾辻行人、京極夏彦を挙げている。

## 作品リスト
単行本
- 鬼灰買いの佐平治 数えで十七、水の衣を織り成して千歳の綾を解きほぐす（講談社BOX、2009年7月、ISBN 978-4-06-283718-7） - イラスト：一橋真

雑誌掲載短編
- 鬼灰買いの佐平治 数えで十七、対岸にあって火事を横目に高鼾の阿呆（パンドラVol.2 SIDE-A、2008年10月） - イラスト：一橋真
- 憑依飛脚の夜沙小町 数えで十七、他人の軒を借りて百年眠る夢の中（パンドラVol.2 SIDE-B、2008年12月） - イラスト：一橋真

その他
- 連載小説 モホロビチッチ不連続面の果て 第236回（『KOBO』Vol.5、講談社、2009年6月） - 連載小説風を装って書かれた作品。阿南純士（あなん すみし）名義。